# Westelijke oogstmuis
De westelijke oogstmuis (Reithrodontomys megalotis)  is een zoogdier uit de familie van de Cricetidae. De wetenschappelijke naam van de soort werd voor het eerst geldig gepubliceerd door Baird in 1857.

## Voorkomen
De soort komt voor in Canada, Mexico en de Verenigde Staten.